# 재커리 버 에이블
재커리 버 에이블(Zachary Burr Abel, 1980년 9월 4일 ~ )은 미국의 배우이다.
배우 엘리자베스 헨스트리지와 2021년 결혼하였다.

## 출연 작품

### 영화
- 포겟 미 낫 (2009, Forget Me Not)
- 나이트 클럽 (2011, Night Club) - 저스틴 팰머 역

### 텔레비전
- 미국 십대의 비밀생활 (2009)
- 메이크 잇 오어 브레이크 잇 (2009-11) - 카터 앤더슨 역